# راشل ناتلی
راشل آن ناتلی (به انگلیسی: Rachel Anne Notley) (زادهٔ ۱۷ آوریل ۱۹۶۴) سیاست‌مدار و حقوقدان کانادایی از استان آلبرتا است. او نخست وزیر منتخب استان آلبرتا است. او در حال حاضر عضو مجمع قانون‌گذاری استان آلبرتا و رهبر حزب دموکرات جدید آلبرتاست. او در انتخابات استانی سال ۲۰۰۸ به عضویت مجمع قانون‌گذاری آلبرتا درآمد. در اکتبر سال ۲۰۱۴ نیز با کسب ۷۰٪ آرا به عنوان رهبر حزب دموکرات جدید آلبرتا انتخاب شد.
حزب دموکرات جدید آلبرتا با رهبری او در انتخابات استانی سال ۲۰۱۵ حائز اکثریت آرا شد و او اولین دولت حزب دموکرات جدید را در استان تشکیل خواهد داد.

## زندگی
راشل ناتلی، زاده ۱۷ آوریل ۱۹۶۴ بزرگ شده در منطقه فیرویو آلبرتا است. پدرش گرانت ناتلی که بین سال‌های ۱۹۶۸ تا ۱۹۸۴ رهبر حزب دموکرات جدید آلبرتا و بین سال‌های ۱۹۷۱ تا ۱۹۸۴ عضو مجمع قانوگذاری آلبرتا بود، در اکتبر ۱۹۸۴ طی یک سانحه هواپیمایی کشته شد.

راشل دارای مدرک کارشناسی در رشته علوم سیاسی از دانشگاه آلبرتا و کارشناسی حقوق از مدرسه حقوق اُسگود تورنتو است.